# Pô
Pour les articles homonymes, voir Po.
Le Pô (en italien : Po, /pɔ/ ; en latin : Padus) est le plus important fleuve italien tant par sa longueur, 652 kilomètres, par son débit maximum, 10 000 m3/s à Pontelagoscuro, une localité sur le territoire de la commune de Ferrare, que par son bassin hydrographique qui couvre 71 057 km2, soit le quart du territoire national de l'Italie. Le bassin du Pô s'étend aussi en partie en Suisse et (dans une moindre mesure) en France.

## Étymologie
Le fleuve fut d'abord appelé Ἠριδανός Ēridanós par les Grecs[réf. nécessaire], nom qui fait référence à un fleuve mythique qui se jetterait dans l'Océan. Les Ligures l'appellent Bodinkòs, nom provenant d'une racine indo-européenne (*bhedh-/*bhodh-) qui signifie creuser[réf. nécessaire].
Le nom latin Padus provient selon l'hypothèse la plus probable de la même racine. Selon une autre hypothèse, il proviendrait du mot celto-ligure pades, mot désignant une résine d'une variété de pin sauvage abondant à sa source.
Finalement, le nom actuel Pô dérive d'une contraction de Padus. Dans plusieurs langues européennes, surtout slaves (tchèque, slovaque, polonais, slovène, serbe, croate) et aussi en roumain, le fleuve est encore aujourd'hui appelé Pad.

## Géographie

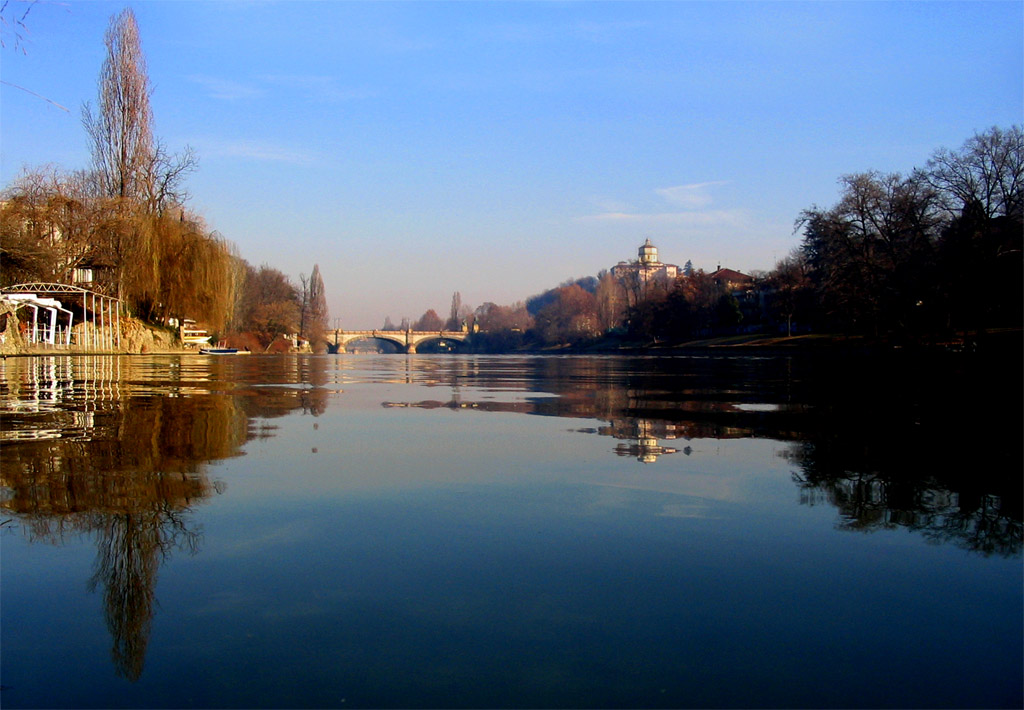
Le Pô à Turin.

Le Pô prend sa source à Pian del Re sur le territoire de la commune de Crissolo au pied du Monte Viso, à 2 022 mètres d'altitude, dans les Alpes occidentales du Piémont, et se jette dans la mer Adriatique, en formant un vaste delta de 380 km2 débutant à proximité de Ferrare, où le Pô se divise en trois branches : Le Pô principale (au nord de Ferrare), depuis Ferrare en Pô de Volano et Po di Primaro (ou Primaro ou Po morto di Primaro), pour former le Delta du Pô.
Le Pô principal se subdivise en cinq bras secondaires :
- le Pô de Maestra ;
- le Pô de la Pila, le seul bras navigable ;
- le Pô des Tolle ;
- le Pô de Gnocca ;
- le Pô de Goro.

Son débit moyen à l'embouchure est de 1 560 m3/s.
Il traverse notamment quatre chefs-lieux de province : Turin, Crémone, Plaisance et Ferrare.

## Bassin du Pô

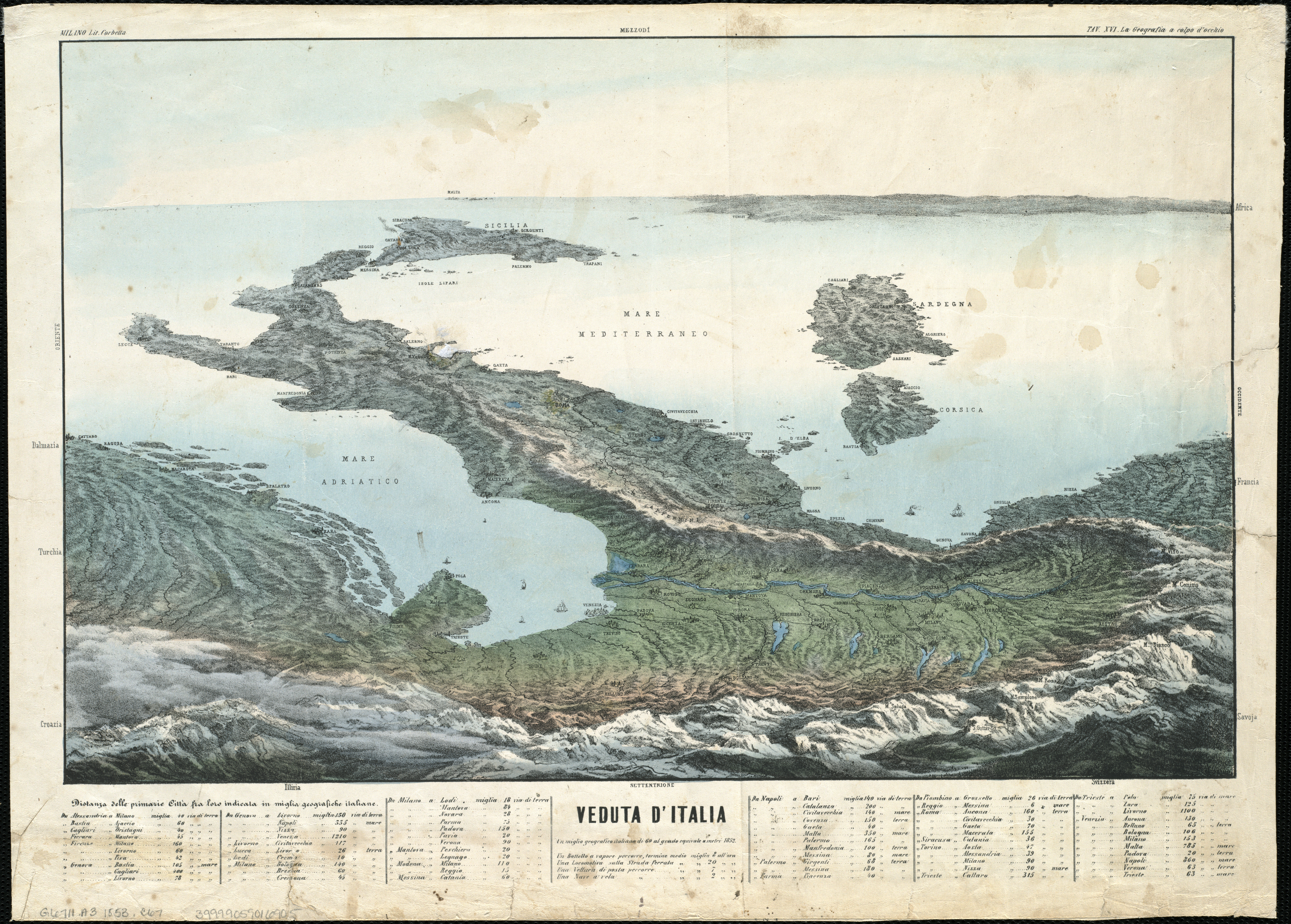
Vue de l'Italie en 1853, avec le bassin du Pô au premier plan.

Le bassin du Pô intéresse 3 200 communes et sept régions : Piémont, Vallée d'Aoste, Ligurie, Lombardie, Vénétie, Émilie-Romagne et la Province autonome de Trente. Il couvre une grande partie de la plaine du Pô, région la plus riche d'Italie. Le bassin du Pô héberge seize millions d'habitants. C'est un élément névralgique de l'économie italienne qui représente 40 % du PIB du pays, 37 % de l'industrie, 46 % des emplois, 55 % des productions animales, 35 % de la production agricole, et 48 % de la consommation d'électricité.

## Hydrologie
Le Pô est alimenté par 141 affluents.

### Principaux affluents

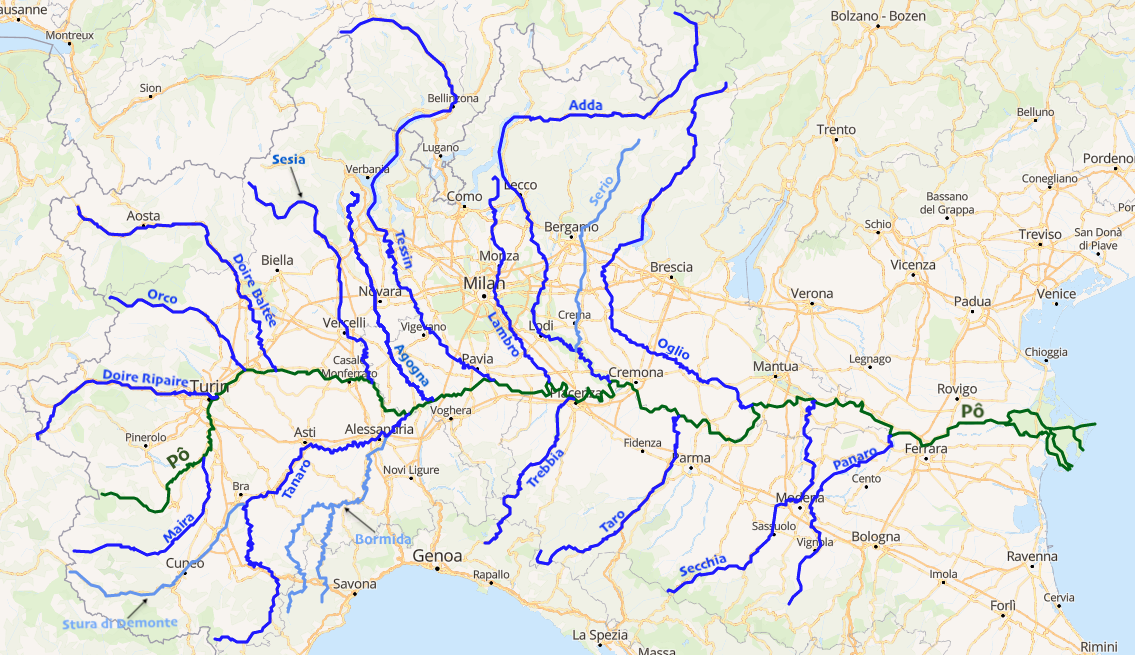
Cours du Pô et des cours d'eau de plus de 100 km dans son bassin (carte interactive).

- Pellice
- Varaita
- Doire Ripaire
- Doire Baltée
- Tanaro
- Sesia
- Tessin
- Trebbia
- Adda
- Taro
- Enza
- Oglio
- Mincio
- Panaro
- Secchia

### Île
- Île Serafini

## Localisation

### Navigation sur le Pô

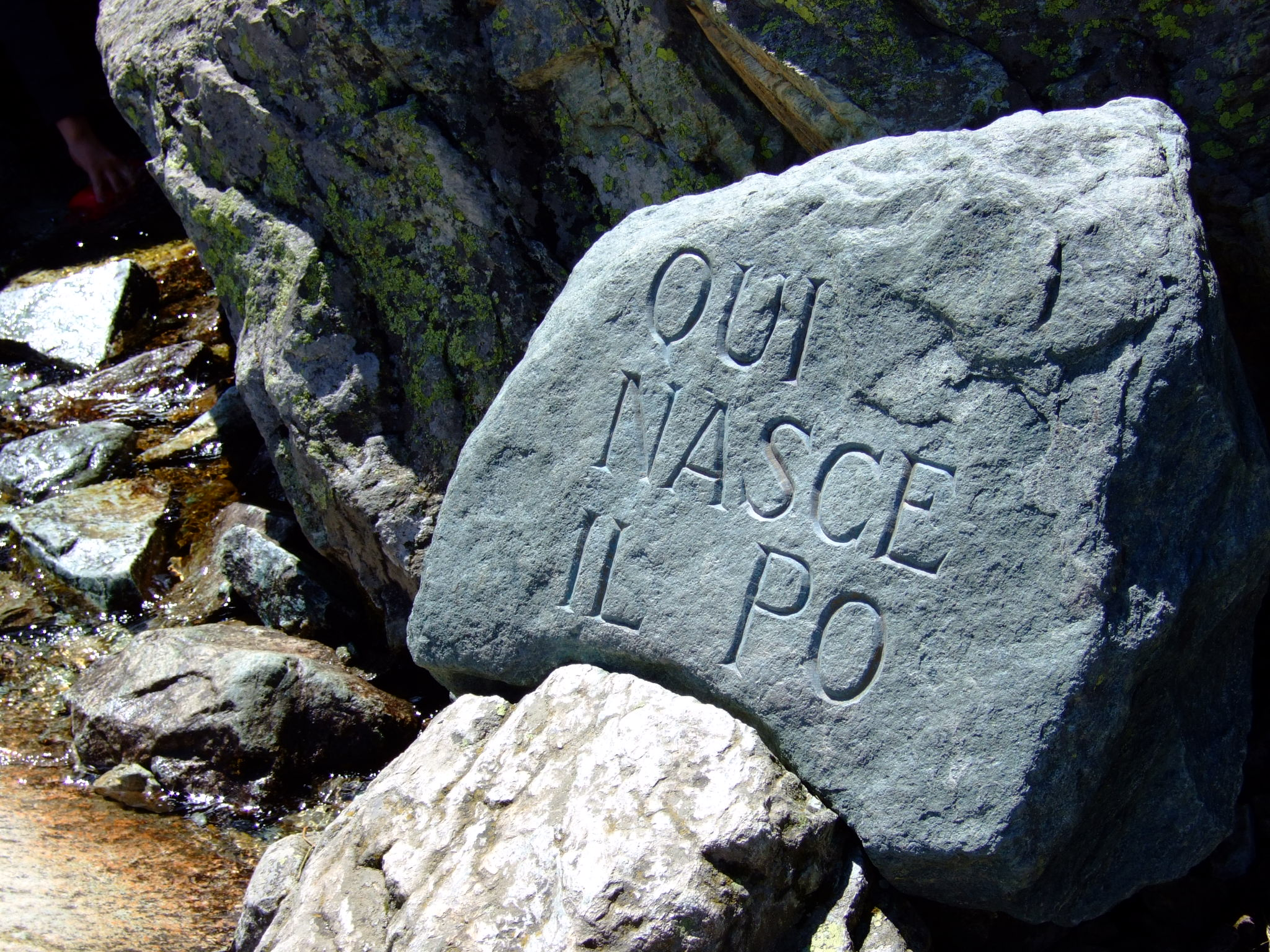
Source du Pô.

Un temps, le Pô était la plus importante voie de communication entre la mer Adriatique et le Nord-Ouest du pays. Depuis l'Antiquité on rejoignait le cœur de la Lombardie, emportant les personnes et les marchandises. Au fil du temps, le trafic s'intensifia, intéressant également le Tessin, le Mincio, l'Adda et tout le réseau de canaux artificiels construits entre le Moyen Âge et aujourd’hui.
Le fleuve fut parcouru dans les deux sens par des embarcations de plus en plus nombreuses et importantes en dimension. La descente était dans de nombreux cas problématique et, pour maintenir la route, il était fréquent en plus des rames et du timon de laisser traîner des chaînes sur le fond de la rivière. Pour la remontée du fleuve, en plus des voiles, on utilisait des attelages de chevaux, d’ânes, de bœufs et même d’hommes. Le batelier se servait également d’une grande perche pour pousser, lui-même marchant de long de la barque de l'avant à l'arrière.
Les barques de différents types (bucentaure, gabare, rascone, magàne, barbotte, burchi), variaient de par leurs dimensions mais avaient toutes la proue relevée et un fond plat qui leur permettait de naviguer sur des hauts fonds.
Actuellement, le Pô est navigable sur 389 km depuis le débouché du Tessin jusqu'à la mer. Il existe des services actifs de navigation commerciale de Crémone à la mer (292 kilomètres).

## Histoire

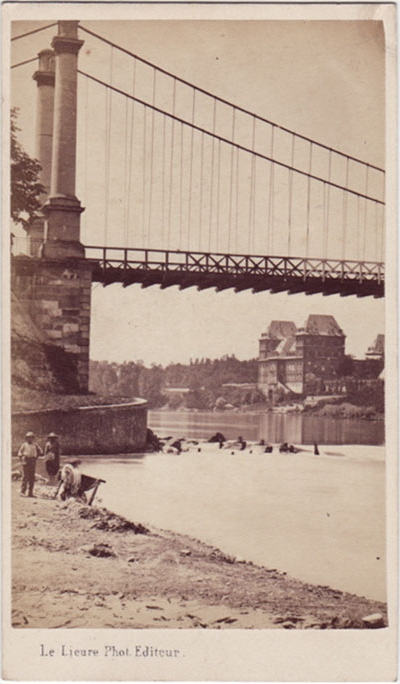
Le Pô à Turin,photo Henri Le Lieure.

Le Pô est parfois identifié à l'Éridan de la mythologie grecque, fleuve où Phaéton, fils d'Hélios (le Soleil) et de Clymène, fut précipité par Zeus alors qu'il conduisait – en causant nombre de dégâts ! – le char de son père à travers la voûte céleste…
Au Moyen Âge, le Pô devint l'une des principales routes commerciales entre Venise et les villes du nord de l'Italie. Plusieurs affrontements militaires ont également eu lieu le long du Pô entre les villes et les seigneurs de la région.
Particulièrement brutaux furent les affrontements entre les escouades navales des communes gibelines (Crémone et Pavie) et celles des communes de la ligue lombarde au XIIIe siècle et entre la flotte vénitienne et celle du duché de Milan au XVe siècle.
À la Renaissance, le fleuve est un lien entre les seigneuries installées le long de son cours, comme Mantoue et Ferrare, un moyen de transport, une source de profits, mais aussi une ligne de défense face aux puissants voisins de ces seigneuries qui lui doivent une position stratégique essentielle dans le contexte militaire et diplomatique de l'Italie de l'époque.
Au début du XVIIe siècle, les doges, inquiets de l'ensablement de leur lagune, firent dévier le cours du Pô vers le sud-est.

### Catastrophe écologique de 2010
Le 24 février 2010 est survenue la plus grande catastrophe écologique de l'histoire du fleuve. Des millions de litres de pétrole et d'hydrocarbures se déversèrent dans le Pô via le Lambro, un de ses affluents. Cette marée noire a duré 5 jours selon la WWF et il n'est pas exclu qu'une partie du pétrole ait atteint la mer Adriatique.
Dans la nuit du 22 au 23 février, trois cuves remplies de pétrole de l'usine désaffectée Lombarda Petroli à Villasanta près de Monza furent sabotées. Selon les estimations, ce sont 2 000 à 3 000 m3 de polluants qui se sont d'abord déversés dans le Lambro et ont pris la direction du Pô. Les systèmes d'alarme s'étant activés immédiatement, les pompiers, les services de la protection civile et l'ARPA (Agence régionale pour la protection de l'environnement) posent des obstacles pour éviter le déversement du pétrole dans le Pô.
Malgré les efforts fournis toute la nuit, la marée noire atteint le Pô près de Plaisance le 24 février en fin de matinée.
Selon la WWF, le marée noire pouvait potentiellement atteindre la mer Adriatique le 1er mars avec des conséquences dévastatrices pour le fragile écosystème du delta. Afin d'éviter ces extrémités, la task force constituée des pompiers, de la sécurité civile, du corps forestier d'État et d'ingénieurs de l'ARPA, posa le long du Pô un matériau absorbant de cent mètres de long pour retenir le pétrole. Cette opération fut une réussite et la majeure partie du pétrole fut retenue. Seule une partie infime du pétrole a peut-être atteint la mer, où il s'est évaporé sous l'effet du soleil et du vent.
Enfin, les effets du pétrole sur l'écosystème du Pô furent moindres que ceux subis par le Lambro où le pétrole s'est directement déversé.

### Sécheresse de 2022: la plus sévère depuis 70 ans
En 2022, le Pô est affecté par la pire sécheresse qu'a connue la région en 70 ans, conséquence d'un manque de précipitations depuis l'hiver et de températures plus chaudes,. La baisse du niveau du fleuve, inférieur de 7 mètres à la normale, est constatée depuis l'orbite terrestre : des images produites par des satellites Copernicus Sentinel-2 et dévoilées par l'Agence spatiale européenne témoignent du changement entre juin 2020 et juin 2022,. Dès la mi-juin, plus d'une centaine de communes dans la vallée du Pô sont appelées à rationner l'eau. Le 21 juin, une petite centrale hydroélectrique à Plaisance, possédée par l'entreprise énergétique Enel doit fermer pour un temps indéterminé. Dans le delta, fin juin, le débit du fleuve est si faible que l’eau de la mer Adriatique remonte de plus en plus loin dans les terres, à plus de 20 kilomètres,. En juin, au niveau de Boretto, le débit du fleuve est de 300 mètres cubes par seconde alors qu'il devrait être de 1800.
Cette sécheresse entraîne une crise hydrique pour le bassin du Pô, admet le président du conseil italien Mario Draghi, le 30 juin. Le 4 juillet, le gouvernement italien a décrété l’état d’urgence dans les cinq régions du nord irriguées par le Pô : le Piémont, la Lombardie, l’Emilie-Romagne, le Frioul-Vénétie-Julienne et la Vénétie. Autre conséquence de la baisse du niveau de l'eau, l'épave du Zibell est visible depuis la première fois qu'il a coulé en 1943, près du village de Gualtieri.
Le Pô avait connu des sécheresses en 2007, 2012 et 2017. Le caractère de plus en plus rapproché et intense de ces épisodes attestent du réchauffement climatique selon les scientifiques.

## Dans les arts
- Nelle vene quell'acqua d'argento (Dans les veines ce fleuve d'argent), roman de Dario Franceschini où sont abordés de nombreux thèmes culturels du Pô : les lavandières, la pêche de l'esturgeon, le halage des bateaux remontant le Pô, et le combat des habitants des villages riverains contre les formidables inondations du fleuve[19].
- Le Moulin du Pô de Riccardo Bacchelli.
- Le fleuve des brumes de Valerio Varesi, roman policier dont l'action a pour scène le Pô et ses rives.